# المعهد التقاني للحاسوب بدمشق
أُسس المعهد التقني للحاسوب بدمشق بناء على المرسوم الجمهوري لعام 1988/1987 وهو يتبع لـ وزارة التعليم العالي ويخضع لإشراف المجلس الأعلى للمعاهد المتوسطة، وبعد ذلك تم إتباع المعهد إلى جامعة دمشق بإشراف مديرية المعاهد التقنية.
وقد أصبح في العام الدراسي 2008/2007 يحمل اسم المعهد التقني للحاسوب بدمشق (المعهد المتوسط لهندسة الكومبيوتر سابقاً) كونه وسّع اختصاصاته إلى ثلاثة أقسام رئيسية: هندسة البرمجيات وهندسة الحواسيب وهندسة الشبكات.
يقع المعهد التقاني للحاسوب في محافظة دمشق ضمن تجمع الهندسة الكهربائية والميكانيكية (الهمك) على طريق المطار.

## أقسام المعهد

### هندسة البرمجيات
يركز القسم على دراسة أهم لغات البرمجة وقواعد المعطيات وتصميم مواقع الويب، بالإضافة إلى دراسة نظم الشبكات ونظم الأسس الكهربائية والاتصالات.
لغة البرمجة الحالية هي c# ولتطوير المواقع هي asp.net.
اما في مجال قواعد البانات فهي Oracle.

### هندسة الشبكات
يركز القسم بشكل أساسي على دراسة أحدث نظم شبكات الحواسيب بالتوافق مع الشركات العالمية الرائدة في هذا المجال بالإضافة إلى الدراسة البرمجية والتعرف بأسس الهندسة الكهربائية والاتصالات والانترنت وتقاناته.

### هندسة الحواسيب
يركز القسم على دراسة بنية الدارات الالكترونية والمتكاملة وبنية الحاسوب الداخلية وصيانته بالإضافة إلى دراسة مفاهيم عن أسس الشبكات وأسس البرمجة والاتصالات والتحكم بالأجهزة عن طريق الحاسب أو عن طريق المعالجات الخاصة.

### الخريجون[2]
يحق للثلاث بالمئة الأوائل من خرّيجين كل اختصاص متابعة الدراسة من السنة الثانية في عدد من الكليات والكليات التطبيقية المتاحة حسب اختصاص الطالب.
و يحق للإثنان بالمئة التي تليها من كل اختصاص متابعة الدراسة من السنة الثانية في الكليات التطبيقية المتاحة حسب اختصاص الطالب.
على الطلاب تحقيق عدد من الشروط ليتم اختيارهم لفرصة استكمال الدراسة
1. أن يكمل الطالب دراسته بالمعهد خلال سنتين فقط «بدون رسوب»
2. ان يكون الطالب مُتَمَتِّعاً بالجنسية العربية السورية
3. أن يحقق الطالب معدَّل عام بتقدير جيد جداً (يتغيَّر التقدير المطلوب حسب عدد الخريجين بالسنة)

تقدير المعدل العام: امتياز(>?%) _ جيد جداً(>75%) _ جيد(>?%) _ مقبول(>?%)
الكليات المتاحة حسب الاختصاص:
هندسة الحواسيب
- كلية الهندسة الميكانيكية و الكهربائية-هندسة الحواسيب و الأتمتة بجامعة دمشق.
- كلية الهندسة الميكانيكية و الكهربائية - هندسة الحواسيب بجامعة حلب.
- كلية الهندسة الميكانيكية و الكهربائية - هندسة الحاسبات و التحكم الآلي بجامعة تشرين.
- كلية الهندسة الميكانيكية و الكهربائية - هندسة التحكم الآلي و الحواسيب بجامعة البعث.
- كلية هندسة تكنولوجيا المعلومات و الاتصالات بجامعة طرطوس.
- الكلية التطبيقية - قسم تقنيات الحاسوب بجامعات(دمشق- تشرين- حماة- البعث).
- الكلية التطبيقية - قسم التغذية الكهربائية للمنشآت الصناعية و المدن بجامعتي (تشرين- حماة).
- الكلية التطبيقية - قسم الميكاترونكس بجامعة دمشق.

هندسة الشبكات
- كلية الهندسة المعلوماتية - الشبكات الحاسوبية بجامعات(دمشق- حلب- تشرين- البعث).
- الكلية التطبيقية - قسم تقنيات الحاسوب بجامعات(دمشق- حلب- تشرين- البعث).
- الكلية التطبيقية - قسم تقانات الاتصالات بجامعة تشرين.

هندسة البرمجيات
- كلية الهندسة المعلوماتية
- الكلية التطبيقية

## وصلات خارجية
- صفحة المعهد التقاني للحاسوب ضمن موقع جامعة دمشق